# Tecer, Aşkale
Tecer là một xã thuộc huyện Aşkale, tỉnh Erzurum, Thổ Nhĩ Kỳ. Dân số thời điểm năm 2011 là 16 người.